# سهامية (غرمسير أردستان)
سهامیة (بالفارسية: سهامیه) هي قرية تقع في إيران في قسم غرمسیر الريفي. يقدر عدد سكانها بـ 19 نسمة بحسب إحصاء 2016.